# هارلان كليفلاند
هارلان كليفلاند (بالإنجليزية: Harlan Cleveland)‏ هو دبلوماسي أمريكي، ولد في 19 يناير 1918 في نيويورك في الولايات المتحدة، وتوفي في 30 مايو 2008.

## وصلات خارجية
- هارلان كليفلاند على موقع مونزينجر (الألمانية)
- هارلان كليفلاند على موقع إن إن دي بي (الإنجليزية)